# Кока-Кола Алматы Боттлерс
ТОО СП Кока-Кола Алматы Боттлерс (JV Coca-Cola Almaty Bottlers LLP) — казахстанская дочерняя транснациональная компания турецкой Coca-Cola İçecek, производящая газированные и негазированные безалкогольные напитки под марками Coca-Cola, Sprite, Fanta, BonAqua, Fuse tea, Piko и др. в Казахстане. Компания действует на правах франчайзинга и покупает у The Coca-Cola Company концентраты для розлива напитков.
Входит в тройку крупнейших FMCG-компаний страны.

## История
ТОО «Кока-Кола Алматы Боттлерс» была основана в 1994 году в городе Алма-Ата. Компания возникла на месте действующих производственных цехов бывшего государственного «Производственного объединения пивобезалкогольной промышленности», производящего Pepsi Cola, натуральные безалкогольные напитки и соки из местных фруктов (яблоко, слива, персик и другие). В начале 1990-х годов в рамках проведения приватизации государственного имущества и предприятий, рекомендуемого иностранными консультантами из США, Правительство РК продало отечественное предприятие «Алматинское производственное объединение пивобезалкогольной промышленности» американской компании «The Coca-Cola Company». После чего «The Coca-Cola Company» перепрофилировало производственные мощности цехов на производство своих напитков: Coca-Cola, Sprite и Fanta.
В апреле 2003 года компания «Кока-Кола Алматы Боттлерс» выкупила у компании «ФудМастер» известный казахстанский брэнд Piko.
В 2005 году компания построила дополнительную разливочную фабрику (10 производственных линий) в поселке Кокозек Алматинской области, а в 2016 году запустила второй казахстанский завод в городе Астана.

## Производство
На 2024 год компания «Кока-Кола Алматы Боттлерс» владеет 3 заводами в Казахстане в посёлке Кокозек Алматинской области, Шымкенте а также в Астане.

## Собственники и руководство
С момента основания в 1994 году, владельцем и управляющим ТОО «Кока-Кола Алматы Боттлерс» была непосредственно американская «The Coca-Cola Company». В 2008 году 100 % долю компании приобрела турецкая компания Coca-Cola İçecek (CCI). Учредителями (владельцами) ТОО «Кока-Кола Алматы Боттлерс» в настоящее время являются: 1) CCI International Holland B.V. 2) Coca-Cola İçecek A.Ş.

### Финансовые показатели
Благодаря мощному потребительскому маркетингу задействованному компанией наблюдается рост продаж и прибыли. Оборот компании по состоянию на 2023 год составил 450 млрд. тенге, а налоговые отчисления 54 млрд. тенге.